# Fenoly

Fenol, nejjednodušší z fenolů.

Jako fenoly (též fenolické sloučeniny) se v organické chemii označuje třída sloučenin, které obsahují hydroxylovou funkční skupinu (-OH) vázanou přímo na benzenový kruh (aromatické jádro). Nejjednodušším členem této skupiny je fenol (C6H5OH).
Přestože jsou obdobou alkoholů, mají fenoly specifické vlastnosti a nejsou klasifikovány jako alkoholy (protože hydroxylová skupina není vázána na nasycený atom uhlíku). Mají relativně vyšší kyselost vzhledem k těsné vazbě aromatického kruhu s kyslíkem a relativně volné vazbě mezi kyslíkem a vodíkem. Kyselost hydroxylové skupiny ve fenolech je na pomezí mezi alifatickými alkoholy a karboxylovými kyselinami (pKa je obvykle mezi 10 a 12). Ztrátou kladného vodíkového iontu (H+) z hydroxylové skupiny vzniká příslušný záporný fenolátový nebo fenoxidový iont a odpovídající soli se nazývají fenoláty nebo fenoxidy, byť je podle IUPAC Gold Book preferován termín aryloxidy.
Fenoly mohou mít dvě nebo více hydroxylových skupin vázaných na jeden nebo více aromatických kruhů v molekule. Nejjednodušším příkladem jsou tři benzendioly (pyrokatechol, resorcinol a hydrochinon), mající každý dvě hydroxylové skupiny na benzenovém kruhu.
Některé fenoly jsou baktericidní a používají se při výrobě dezinfekčních přípravků. Jiné vykazují estrogenní nebo endokrinně disruptní aktivitu.

## Syntéza fenolů
Existuje řada laboratorních metod syntézy fenolů:
- přesmykem esterů ve Friesově přesmyku
- přesmykem N-fenylhydroxylaminů v Bambergerově přesmyku
- hydrolýzou fenolických esterů nebo etherů
- redukcí chinonů
- náhradou aromatického aminu hydroxylovou skupinou pomocí vody a hydrogensulfidu sodného v Buchererově reakci
- hydrolýzou diazoniových solí
- oligomerizací (s formaldehydem a zásadou jako katalyzátory) s epichlorhydrinem na složky epoxidových pryskyřic
- reakcí s acetonem/ketony na například bisfenol A, důležitý monomer pro pryskyřice, např. polykarbonát nebo epoxidové pryskyřice
- přesmykovou reakcí dienonů, příbuzných s chinony, (viz např. Zinkce-Suhlovu reakci) v přesmyku dienon-fenol[1].

## Reakce fenolů
Fenoly se mohou účastnit mnoha různých reakcí.
- esterifikační reakce a tvorba etherů
- elektrofilní aromatická substituce (hydroxyl je aktivační skupina), například syntéza kalixarenů[2]
- reakce naftolů a hydrazinů s hydrogensulfidem sodným v Buchererově karbazolové syntéze
- oxidativní štěpení, například 1,2-benzendiolu na monomethylester kyseliny 2,4-hexandienové kyslíkem, chloridem měďnatým v pyridinu[3]
- oxidativní dearomatizace na chinony, též známá jako Teuberova reakce; oxidačními činidly jsou Fremyho sůl[4] a oxon[5]. Například reaguje 3,4,5-trimethylfenol s atomárním kyslíkem generovaným z oxonu/uhličitanu sodného ve směsi acetonitril/voda na para-peroxychinol. Tento hydroperoxid se redukuje na chinol thiosíranem sodným.
- oxidace fenolů na fedioly v Elbsově persíranové oxidaci
- fenolátové anionty (odvozené od fenolů ztrátou H+) mohou vystupovat ke kovovým kationtům jako ligandy

## Fenolické sloučeniny
Celý seznam najdete v kategorii Kategorie:Fenoly.
| fenol                                          | výchozí sloučenina, používaná jako dezinficiens a pro chemickou syntézu           |
| BHT                                            | (butylovaný hydroxytoluen) – antioxidant rozpustný v tucích, potravinové aditivum |
| kapsaicin                                      | pálivá sloučenina obsažená v chilli papričkách                                    |
| bisfenol A                                     | a další bisfenoly vyráběné z ketonů a z fenolu / kresolů                          |
| kresol                                         | obsažený v uhelném dehtu a v kreosotu                                             |
| estradiol                                      | estrogen – hormon                                                                 |
| eugenol                                        | hlavní složka esenciálního oleje hřebíčku                                         |
| kyselina gallová                               | obsažená v hálkách                                                                |
| guajakol                                       | (2-methoxyfenol) – má kouřovou vůni a je obsažen v pražené kávě, whisky a kouři   |
| 4-nonylfenol                                   | produkt rozkladu čisticích prostředků a nonoxynolu-9                              |
| 2-fenylfenol                                   | fungicid používaný pro voskování citrusových plodů                                |
| kyselina pikrová                               | (trinitrofenol) – výbušnina                                                       |
| fenolftalein                                   | pH indikátor                                                                      |
| polyfenoly                                     | např. flavonoidy a taniny                                                         |
| malinový keton                                 | sloučenina se silnou malinovou vůní                                               |
| serotonin / dopamin / adrenalin / noradrenalin | přirozené neurotransmitery                                                        |
| thymol                                         | (2-isopropyl-5-methylfenol) – antiseptikum používané v ústních vodách             |
| tyrosin                                        | aminokyselina                                                                     |
| xylenol                                        | používaný v antiseptických a dezinfekčních přípravcích                            |

### Nežádoucí účinky některých fenolů na zdraví
Některé z výše uvedených látek jsou příbuzné s endokrinními disruptory

### Lékařsky významné fenoly
| kanabinoidy         | aktivní složky konopí |
| diethylstilbestrol  | syntetický estrogen se stilbenovou strukturou                                                                               |
| L-DOPA              | dopaminová prolátka |
| methylsalicylát     | hlavní složka esenciálního oleje líbavek                                                                                    |
| propofol            | krátkodobé nitrožilní anestetikum                                                                                           |
| kyselina salicylová | rostlinný hormon používaný jako analgetikum, antipyretikum a antiflogistikum, také jako prekurzor kyseliny acetylsalicylové |

### Výskyt v přírodě
Fenoly se v přírodě hojně vyskytují, zvláště v říši rostlin. V některých případech jsou přítomny v listech jako ochrana před býložravci, například u jedovatce Toxicodendron diversilobum.

### Průmyslové zpracování
Ve třídě fenolů jsou obsaženy důležité suroviny a aditiva pro průmyslové účely, například:
- laboratorní procesy
- chemický průmysl
- chemické inženýrství
- zpracování dřeva
- výroba plastů